# Анахарсіс Клоотс
Анахарсіс Клоотс (фр. Anacharsis Cloots, справжнє ім'я Жан-Батист (фр. Jean-Baptiste Cloots), ім'я Анахарсіс прийняв, захопившись ідеями античності, 24 червня 1755, замок Гнаденталь, поблизу Клеве — 24 березня 1794, Париж) — політичний діяч і революціонер часів Великої французької революції; філософ-просвітитель, активний публіцист. Мав титул прусського барона.

## Походження і життя в роки, що передували Французькій революції
Батько Жана-Батиста, барон Томас Франсуа Клоотс, родом з голландської купецької сім'ї, через переслідування католиків, до числа яких належав, був примушений покинути протестантські Нідерланди і перебратися в Пруссію, де зумів зробити кар'єру, отримавши чин таємного радника при прусському королеві. Клоотс-молодший з самого дитинства отримав французьке виховання (провінція Клеве тоді була слабко онімеччена), і навіть німецьку мову знав посередньо. У віці 7 років Жана-Батиста віддали в духовну школу в Брюсселі, а потім у єзуїтську колегію в Монсі, після якої він шість років навчався в коледжі Plessis-Sorbonne, звідки батько перевів його у Військову Академію в Берліні, казарменим духом якої Клоотс-молодший дуже обтяжувався. Після смерті батька Клоотс успадкував його чималий статок і 1776 року приїхав у Париж, де зблизився з енциклопедистами, відвідував Вольтера, Руссо, познайомився з Лафаєтом, Франкліном, Маблі, Байї; розвивав пантеїстичні ідеї пов'язуючи їх з активною антицерковною позицією.
Після трьох років перебування в Парижі кілька разів подорожував Європою, з останньої поїздки, в Іспанію, Клоотс повернувся вже в розпал революції, в липні 1789 року.

## Діяльність під час революції
Від 1789 року Клоотс перебував у Якобінському клубі. У роки революції прийняв французьке громадянство, обраний до Конвенту (1792) від департаменту Уаза. 1790 року тричі виступав у Якобінському клубі з різних питань. У перші три роки Революції Клоотс найчастіше друкувався в «La Chronique de Paris». Крім того, він публікувався в «Монітері», в «Загальній газеті» Бріссо, в збірці Каміля Демулена «Революції Франції та Брабанта» («Revolution de France et de Brabant»), у «Патріотичних анналах». Потім Клоотс випустив низку невеликих брошур на злободенні теми (в 1790 році — 4, в 1791 році — 2, у 1792 — 12, у 1793 — 9). У всіх цих брошурах помітно швидке посилення радикалізації автора від деїзму — до атеїзму і від ліберального монархізму — до вкрай лівих, як на той час, поглядів.
Головною метою революції Клоотс вважав створення «всесвітньої республіки». 1790 року він очолив делегацію в Національні збори з представників різних народів, що прилучилися до революції. Як глава делегації, він заявив, що французька революція є лише початком революції всесвітньої, що стало головною «агітаційно-пропагандистською» темою його статей, промов і виступів. Для здійснення цього задуму «оратор роду людського» (як часто називав себе Клоотс) вимагав (з грудня 1791) оголошення війни європейським державам, а після її початку — продовження війни аж до створення «всесвітнього союзу республік», столицею якого мав, на його думку, стати Париж. 1792 року пожертвував на загальне озброєння Франції 12 000 франків. Подібний авантюризм і космополітизм вкрай негативно вороже сприйняв Максиміліан Робесп'єр та інші якобінці.
Від 1793 Клоотс ратував за насильницьку «дехристиянізацію», називаючи себе особистим ворогом Христа і будь-якої релігії, доводив у своїх літературних творах, що тільки народ може бути паном світу, що тільки дурні можуть вірити у вищу істоту, культ якої намагалися організувати прихильники Робесп'єра. Клоотс підтримував заміну католицтва культом Розуму, вважаючи, що народ відтепер готовий більше не вірити «попівським фокусам» і звернутися до «істинної моралі».
Під час процесу Людовика XVI Клоотс голосував за страту колишнього короля «в ім'я людства».

## Арешт і загибель
У грудні 1793 Клоотса виключено з Якобінського клубу, а навесні 1794 року, після прийняття рішення про виключення іноземців з Конвенту, арештовано і притягнуто до суду. Коли його везли до будівлі Революційного трибуналу, юрба проводжала його криком: «Пруса на гільйотину!». Він відповідав: «Нехай на гільйотину, але визнайте, громадяни, адже дивно, що чоловік, якого спалили б у Римі, повісили в Лондоні, колесували у Відні, буде гільйотинований у Парижі, де перемогла республіка». В обвинувальному висновку йому ставився в провину намір відновити монархію і навіть «відкрити двері в'язниць і направити звільнених злочинців проти Конвенту, знищити республіку розпалюванням громадянської війни, наклепами, підняттям заколотів, псуванням моралі, підривом суспільних принципів, придушенням революції голодом».
Анахарсіс Клоотс, «особистий ворог Єгови», теж помер дуже мужньо, в свою останню ніч найбільше засмучувався з того приводу, що деякі з засуджених «зберегли віру в безсмертя душі», і всіляко намагався їх переконати: ніякого безсмертя не буде, завтра від нас анічогісінько не залишиться.Оригінальний текст (рос.)
Анахарсис Клоотс, «личный враг Иеговы», тоже умерший очень мужественно, в свою последнюю ночь больше всего огорчался по тому поводу, что некоторые из осужденных «сохранили веру в бессмертие души», и всячески старался их разубедить: никакого бессмертия не будет, завтра от нас решительно ничего не останется.— Алданов М.А. Фукье-Тенвиль // Сочинения. Кн. 2: Очерки. М.: Вид-во «Новости», 1995. С. 257.
Клоотса страчено разом з ебертистами за звинуваченням у шпигунстві, насправді ж — за пропаганду ідей революційної війни і «всесвітнього союзу республік», проведення в життя яких вело Францію до війни з усією Європою, чого хотіли уникнути Робесп'єр і його прихильники, які виступали за налагодження мирних відносин з іноземними державами. Пропаганду Клоотса робесп'єристи сприймали як спробу втягнути Францію у згубну для неї війну, прикриваючись вкрай революційними закликами, що здавалося їм безсумнівною ознакою «аристократизму» (тобто контрреволюції, оскільки тоді під «аристократами» розуміли всіх противників революції й республіки, незалежно від походження).

## Найвизначніші літературні й публіцистичні роботи Клоотса

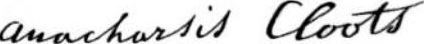
Підпис Анахарсіса Клоотса

- «Certitudes des preuves du Mohammédanisme» (Лондон, 1780)
- «L'orateur du genre humain ou dépèches du prussien Cloots au prussien Herzberg» (1791)
- «Base constitutionelle de la république du genre humain» (1793)